# Lista de episódios de Súper Torpe
Lista de episódios da série de televisão de Súper Torpe.

## Resumo
| Temporada | Temporada | Episódios | Estreia original                              | Estreia brasileira                             |
| --------- | --------- | --------- | --------------------------------------------- | ---------------------------------------------- |
|           | 1         | 26        | 18 de Julho de 2011 - 23 de Agosto de 2011    | 28 de Outubro de 2011 - 12 de Dezembro de 2011 |
|           | 2         | 25        | 24 de Agosto de 2011 - 28 de Setembro de 2011 | 13 de Dezembro de 2011 - 17 de Janeiro de 2012 |

## 1.ª temporada
- Pablo Martínez está ausente por quatro episódios (2, 9, 11, 16).

| #  | #T. | Título                                                     | Estreia                                     | Cód. de produção |
| -- | --- | ---------------------------------------------------------- | ------------------------------------------- | ---------------- |
| 1  | 1   | "Uma Garota "Super Diferente"" "Súper Secreto"             | 18 de Julho de 2011 7 de Novembro de 2011   | 101              |
| 2  | 2   | "A Enviada" "La Enviada"                                   | 19 de Julho de 2011 8 de Novembro de 2011   | 102              |
| 3  | 3   | "Historinhas Chinesas" "Historietas Chinas"                | 20 de Julho de 2011 9 de Novembro de 2011   | 103              |
| 4  | 4   | "O Primeiro Encontro" "La Primera Cita"                    | 21 de Julho de 2011 10 de Novembro de 2011  | 104              |
| 5  | 5   | "a carta menos pensada" "La Carta Menos Pensada"           | 22 de Julho de 2011 11 de Novembro de 2011  | 105              |
| 6  | 6   | "amichi,amiguinha,amiga" "Amichi, Amigota, Amiga!"         | 25 de julho de 2011 14 de Novembro de 2011  | 106              |
| 7  | 7   | "Cuidado Com a Calculadora" "¡Cuidado Con la Calculadora!" | 26 de Julho de 2011 15 de Novembro de 2011  | 107              |
| 8  | 8   | "Um Sonho Maravilhoso" "Un Sueño Maravilhoso"              | 27 de Julho de 2011 16 de Novembro de 2011  | 108              |
| 9  | 9   | "Aonde Está a Poli?" "¿Dónde Está Poli?"                   | 28 de Julho de 2011 17 de Novembro de 2011  | 109              |
| 10 | 10  | "Um Conto Chinês..." "Un cuento chino..."                  | 29 de Julho de 2011 18 de Novembro de 2011  | 110              |
| 11 | 11  | "o aniversario de filo" "Cumpleaños Misteriosos"           | 1 de Agosto de 2011 21 de Novembro de 2011  | 111              |
| 12 | 12  | "Congelados" "¡Congelados!"                                | 2 de Agosto de 2011 22 de Novembro de 2011  | 112              |
| 13 | 13  | "Mudança de Papéis" "Cambio de Roles"                      | 3 de Agosto de 2011 23 de Novembro de 2011  | 113              |
| 14 | 14  | "Espinhos e Rock" "Espinas y Rock"                         | 4 de Agosto de 2011 26 de Novembro de 2011  | 114              |
| 15 | 15  | "a Substituta" "La Sustituta"                              | 5 de Agosto de 2011 27 de Novembro de 2011  | 115              |
| 16 | 16  | "Presa!" "¡Atrapada!"                                      | 8 de Agosto de 2011 28 de Novembro de 2011  | 116              |
| 17 | 17  | "Pistas Com Capa" "Pistas con repistan"                    | 9 de Agosto de 2011 29 de Novembro de 2011  | 117              |
| 18 | 18  | "Super Surpresa!!!" "¡¡¡Súper Sorpresa!!!"                 | 10 de Agosto de 2011 30 de Novembro de 2011 | 118              |
| 19 | 19  | "Beijo acidental" "Beso por accidente"                     | 11 de Agosto de 2011 1 de Dezembro de 2011  | 119              |
| 20 | 20  | "Amor confuso" "Amor confuso"                              | 12 de Agosto de 2011 2 de Dezembro de 2011  | 120              |
| 21 | 21  | "Dia dos Namorados" "San Valentín"                         | 16 de Agosto de 2011 5 de Dezembro de 2011  | 121              |
| 22 | 22  | "Súper Impostora" "Súper Impostora"                        | 17 de Agosto de 2011 6 de Dezembro de 2011  | 122              |
| 23 | 23  | "Uma passagem ao Meu Afortunado" "Un Pasaje a mi Feliz"    | 18 de Agosto de 2011 7 de Dezembro de 2011  | 123              |
| 24 | 24  | "chegaaaaaa" "¡¡¡Bastaaaaaaa!!!"                           | 19 de Agosto de 2011 8 de Dezembro de 2011  | 124              |
| 25 | 25  | "Afinada mas Resfriada" "Afinada Pero Resfriada"           | 22 de Agosto de 2011 9 de Dezembro de 2011  | 125              |
| 26 | 26  | "Supertenazes e felizes" "Súper tenaces y felices"         | 23 de Agosto de 2011 12 de Dezembro de 2011 | 126              |

## 2.ª Temporada
| #  | #T. | Título                                                   | Estreia                                       | Cód. de produção |
| -- | --- | -------------------------------------------------------- | --------------------------------------------- | ---------------- |
| 27 | 1   | "Amora, a Fruta Malvada" "Mora,la fruta malvada"         | 24 de Agosto de 2011 13 de Dezembro de 2011   | 201              |
| 28 | 2   | "O Fruto do Bosque" "El Fruto del Bosque"                | 25 de Agosto de 2011 14 de Dezembro de 2011   | 202              |
| 29 | 3   | "O Poder da Minha Voz" "El Poder de mi Voz"              | 26 de Agosto de 2011 15 de Dezembro de 2011   | 203              |
| 30 | 4   | "Super T, Estrela de TV" "Súper T. Estrella de TV"       | 29 de Agosto de 2011 16 de Dezembro de 2011   | 204              |
| 31 | 5   | "Detector de Mentiras" "Detector de Mentiras"            | 30 de Agosto de 2011 19 de Dezembro de 2011   | 205              |
| 32 | 6   | "Meu Dentista é um Palhaço" "Mi Dentista es un Payaso"   | 31 de Agosto de 2011 20 de Dezembro de 2011   | 206              |
| 33 | 7   | "Resgatando o Inimigo" "Rescatando al Enemigo"           | 1 de Setembro de 2011 21 de Dezembro de 2011  | 207              |
| 34 | 8   | "Feliz em Casa" "Feliz en casa"                          | 2 de Setembro de 2011 22 de Dezembro de 2011  | 208              |
| 35 | 9   | "Mini Tonta" "Mini Torpe"                                | 5 de Setembro de 2011 23 de Dezembro de 2011  | 209              |
| 36 | 10  | "Uma Saída Aterrorizante" "Una Salida de Terror"         | 6 de Setembro de 2011 26 de Dezembro de 2011  | 210              |
| 37 | 11  | "Cantando de Baixo do Chuveiro" "Cantando Bajo la Ducha" | 7 de Setembro de 2011 27 de Dezembro de 2011  | 211              |
| 38 | 12  | "Surpresa Milenária" "Sorpresa Milenaria"                | 8 de Setembro de 2011 28 de Dezembro de 2011  | 212              |
| 39 | 13  | "A Malvada de Preto" "La Villana de Negro"               | 9 de Setembro de 2011 29 de Dezembro de 2011  | 213              |
| 40 | 14  | "Poli e a Fábrica de Gelo" "Poli y la Fábrica de Hielo"  | 12 de Setembro de 2011 30 de Dezembro de 2011 | 214              |
| 41 | 15  | "Uh La La, Paris" "De París Con Amor"                    | 13 de Setembro de 2011 2 de Janeiro de 2012   | 215              |
| 42 | 16  | "Ouvidos Surdos" "Oídos Sordos"                          | 14 de Setembro de 2011 3 de Janeiro de 2012   | 216              |
| 43 | 17  | "S.O.S Cipola" "S.O.S Cipola"                            | 15 de Setembro de 2011 4 de Janeiro de 2012   | 217              |
| 44 | 18  | "A Câmera Boba" "La Cámera Boba"                         | 16 de Setembro de 2011 5 de Janeiro de 2012   | 218              |